# Рогач малий
Рогач малий, також рогачик малий, оленик (Dorcus parallelipipedus) — жук з родини рогачів. Поширений у Європі, Північній Африці, на Близькому Сході.

## Опис
Чорно-бурий жук середніх розмірів. Самці в довжину 2,2 — 3,2 см, причому розрізняють дві форми, велику й дрібну:
- велика (f. major) з довжиною тіла 26 мм (без мандибул), з мандибулами — 32 мм.
- дрібна (f. minor) з довжиною тіла 19 мм (без мандибул), з мандибулами — 22 мм; мандибули цієї форми не мають внутрішніх зубців.

Самиці менші, з довжиною тіла 1,6-2,3 см. Окрім розмірів тіла самці відрізняються більшим розміром мандибул та зубців на них.
На передній поверхні передніх стегон розташована яскраво-золотиста пляма, яка складається з блискучих волосків. Поверхня надкрил, передньогрудей та голови з глибокими крапчатими ямками.

## Спосіб життя

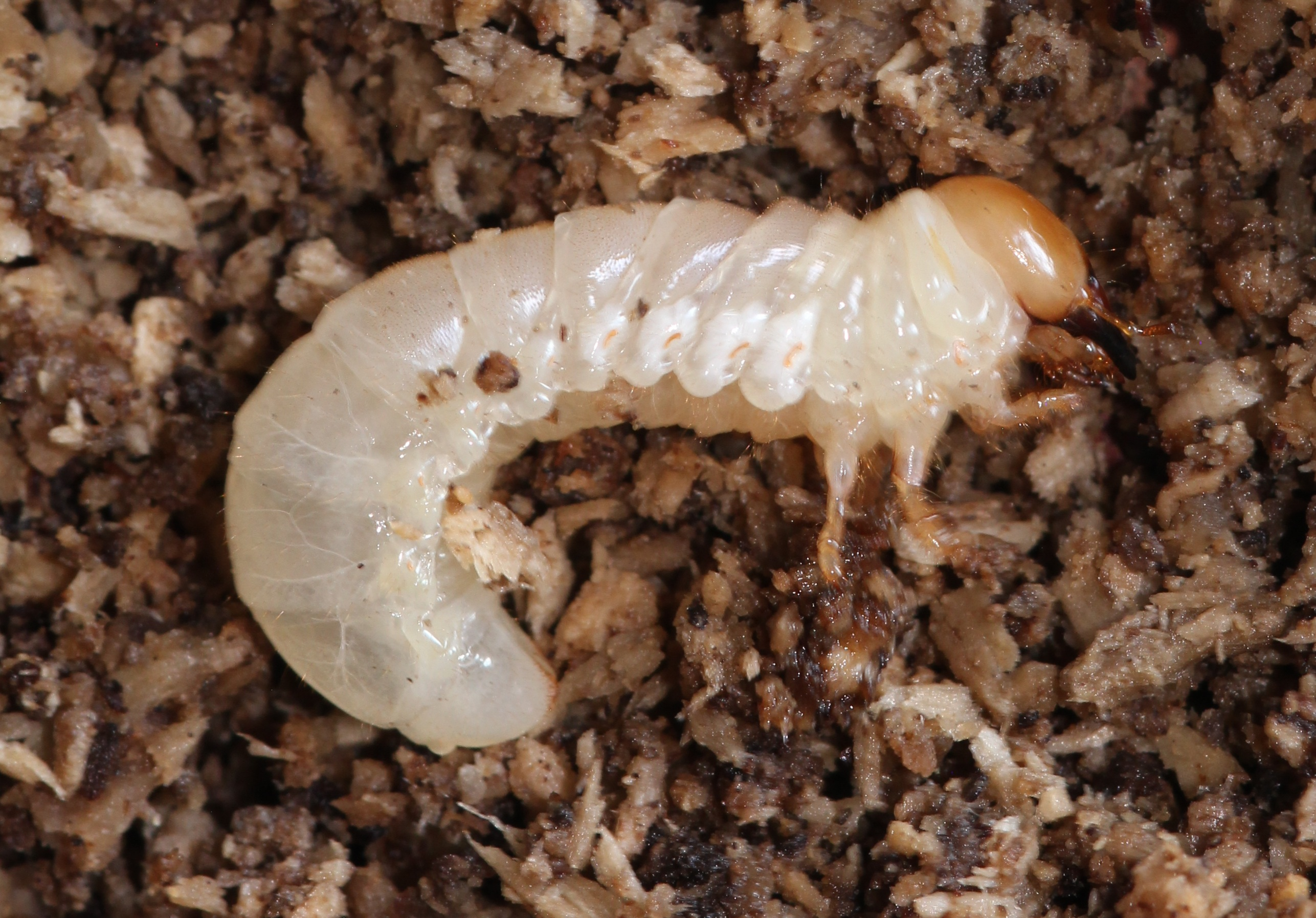
Личинка рогача малого, яка приготувалася до зимівлі (Колчестер, Англія)

Личинка живиться мертвою деревиною листяних дерев: дуба, буку, грабу. Може розвиватися також у березі, тополі, клені. Зимує личинка або молоде імаго. Дорослі жуки активні з кінця квітня до липня. Імаго живляться соком дерев, який витікає зі стовбурів, переважно дубовим.
На відміну від близького європейського рогача жука-оленя дорослі особини рогача малого живуть до двох, а за деякими даними — до трьох років.

## Фізіологія і генетика
Самиця має спеціальний орган — мікангій, який містить клітини дріжджів, здатних розкладати деревину та допомагати личинкам її засвоювати. Одним із основних видів у мікангії рогача малого є Scheffersomyces stipitis.
Рогач малий має 9 пар хромосом, з яких 8 пар автосом і 1 пара статевих хромосом. Самці мають дрібну X-хромосому та велику Y-хромосому, тоді як самиці — дві X-хромосоми.

## Поширення

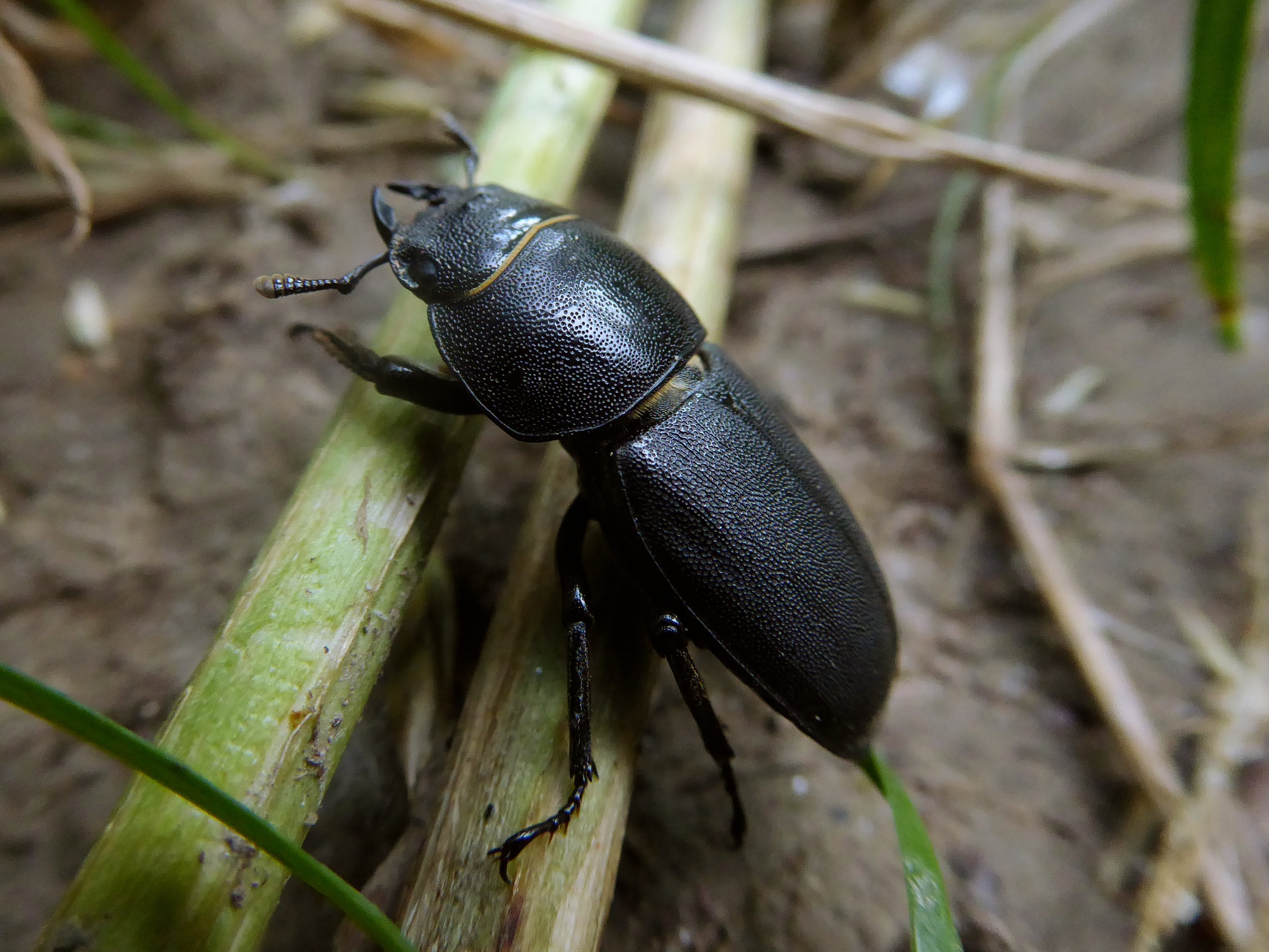

Ареал широкий. Від північно-західної Африки (Марокко) до Кавказу та річки Урал. Поширений у широколистяних лісах лісостепової і степової зон Європи. Трапляється майже всюди, де є старі листяні дерева.
Північна межа ареалу проходить по Ірландії, Англії, південній Швеції, півдню Латвії, Білорусі. В Росії зустрічається південніше Смоленська, Рязані, півдня Татарстану. Південно-східною межею ареалу є Туреччина, Крим, Кавказ, Північний Іран.
В Україні відомий з усіх регіонів.